# Louis Sullivan

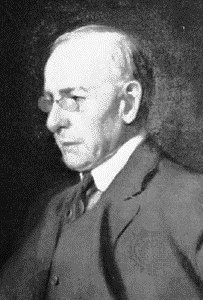
Louis H. Sullivan

Louis Henry Sullivan (* 3. September 1856 in Boston, Massachusetts; † 14. April 1924 in Chicago, Illinois) war ein US-amerikanischer Architekt.

## Leben
Sullivan zog nach einem abgebrochenen Studium am MIT und Zwischenstationen in New York, Philadelphia 1873, nach Paris, um dort an der École des Beaux-Arts sein Studium weiter zu führen. Zur selben Zeit arbeitete er im Pariser Atelier von Émile Vaudremer, einem Anhänger des Vorreiters der Form-Follows-Function-Bewegung, Viollet-le-Duc. Nach kurzer Zeit reiste Sullivan jedoch weiter nach Italien und schloss dort mit 19 Jahren sein Studium ab. Er kehrte nach Amerika zurück und arbeitete im Chicagoer Büro von William Le Baron Jenney, der als einer der Väter des Hochhauses bezeichnet wird. Die darauf folgende Zusammenarbeit mit dem deutschstämmigen Ingenieur Dankmar Adler führte 1881 zum gemeinsamen Büro Sullivan & Adler, welches prägend für die so genannte Chicagoer Schule war. In diesem Büro war auch Frank Lloyd Wright fünf Jahre tätig. Die in den knapp 20 Jahren bis zur Jahrhundertwende errichteten Gebäude von Sullivan erlangten Bekanntheit und schrieben Architekturgeschichte. 1895 verließ Adler das Büro. Danach gelang Sullivan 1899 mit seinem wohl berühmtesten Werk, dem Warenhaus Carson Pirie Scott Building, das auch als Sullivan Center bezeichnet wird, noch ein großer Wurf. Nach der Jahrhundertwende war mit der Zeit der Chicagoer Schule auch der berufliche Höhepunkt Sullivans vorüber.

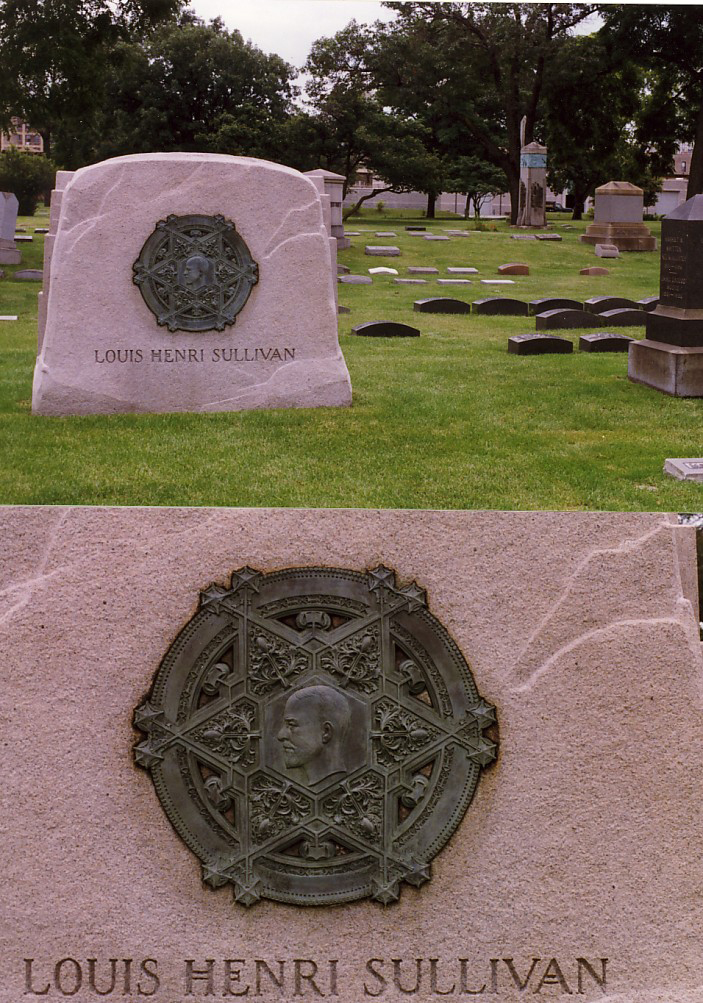
Graceland Cemetery – Chicago, Illinois, USA

Ebenfalls in die Architektur- und Designgeschichte ging er ein mit einem Zitat aus seinem Artikel The Tall Office Building Artistically Considered in Lippincott’s Magazine aus dem Jahr 1896: form follows function. Sinngemäß übersetzt heißt dies so viel wie „Die Form eines Gebäudes oder eines Gegenstandes leitet sich von seiner Funktion ab.“ Er zitiert dabei allerdings den Ausspruch seines Partners Dankmar Adler, der ihn seinerseits sinngemäß von Henri Labrouste übernommen hatte.
Sullivan starb vereinsamt, mittellos und schwer alkoholkrank, nachdem sein Stern in den Jahren der Trennung mit seinem Partner Adler stetig gesunken war. Nach seinem Tod in ärmlichen Verhältnissen wurde er mit finanzieller Unterstützung von Frank Lloyd Wright auf dem Friedhof Graceland Cemetery in Chicago bestattet. Heute erinnert dort noch ein 1929 errichteter Gedenkstein an Louis Henri Sullivan. Bemerkenswert ist dabei die einerseits sehr schlichte Gestalt, anderseits geben die seitlich herausgearbeiteten „Hochhäuser“ eine Hommage an den einstigen Mitbegründer der Chicagoer Schule. Später setzte ihm Frank Lloyd Wright mit seinem Buch Genius and the Mobocracy auch ein literarisches Denkmal und bezeichnete sich darin als den „Bleistift“ in der Hand seines alten „lieben-Meisters“.

## Bauten (Auswahl)

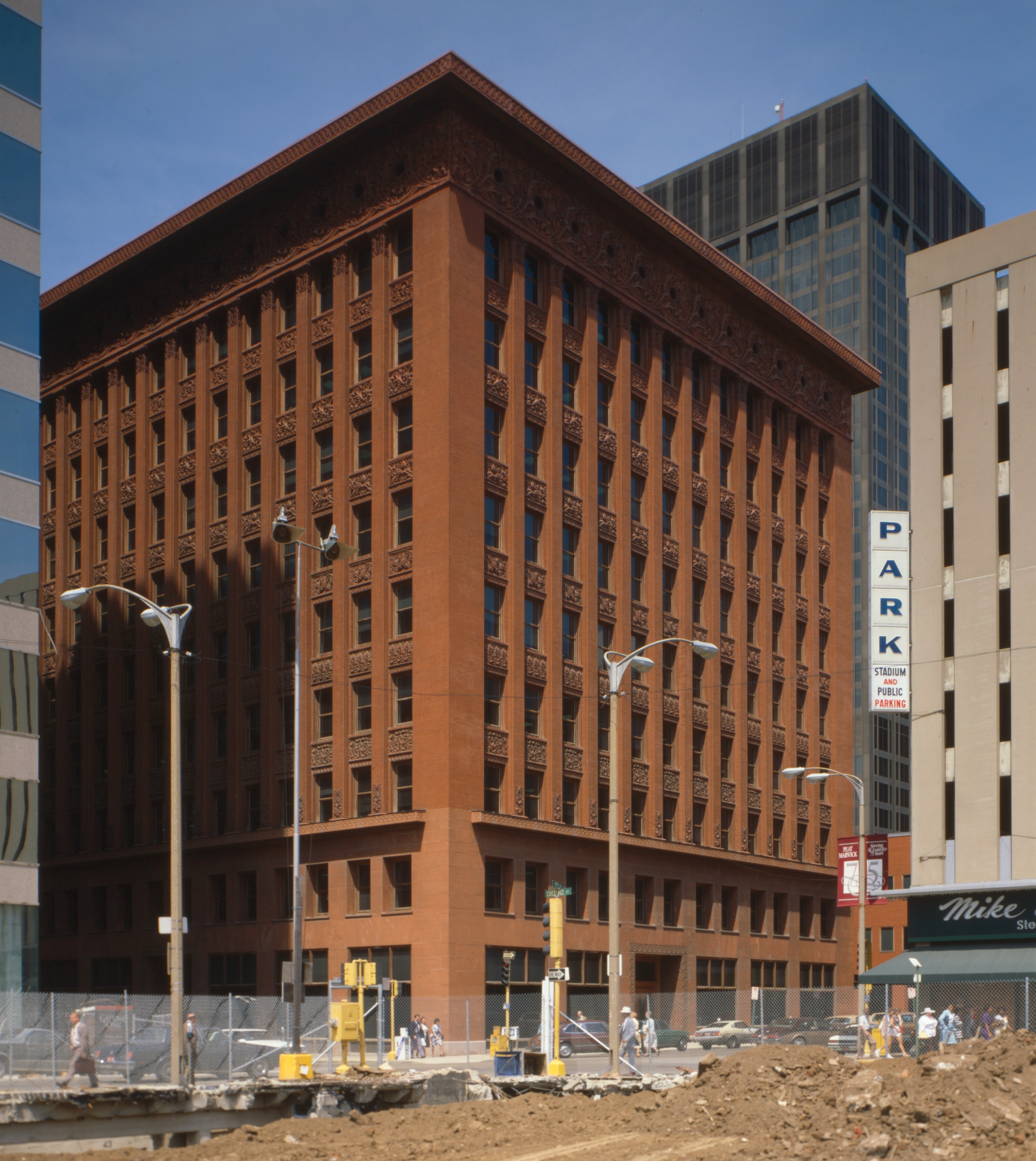
The Wainwright Building

- 1887–1889: Auditorium Building, Chicago
- 1890: The Wainwright Building, St. Louis, Missouri
- 1890: Getty-Grabmal, Graceland Cemetery, Chicago
- 1890: Kehilath Anshe Ma’ariv Synagoge, seit 1922: Pilgrim Baptist Church, Chicago (Zerstörung durch Brand am 6. Januar 2006)
- 1893: World’s Columbian Exposition, Transportation Building[2]
- 1894–1895: Guaranty Building, Buffalo
- 1899–1904: Carson, Pirie, Scott Building (Schlesinger and Mayer Department Store), Chicago

### Banken
- 1901–1911: People’s Savings Bank, Cedar Rapids, Iowa
- 1908: National Farmer’s Bank of Owatonna, Owatonna, Minnesota
- 1912: Peoples Savings Bank, Cedar Rapids, Iowa
- 1913: Henry Adams Building, Algona, Iowa
- 1914: Merchants’ National Bank, Grinnell, Iowa
- 1914: Home Building Association Company, Newark, Ohio
- 1914: Purdue State Bank, West Lafayette, Indiana
- 1918: People’s Federal Savings and Loan Association, Sidney, Ohio
- 1919: Farmers and Merchants Union Bank, Columbus, Wisconsin

## Schriften

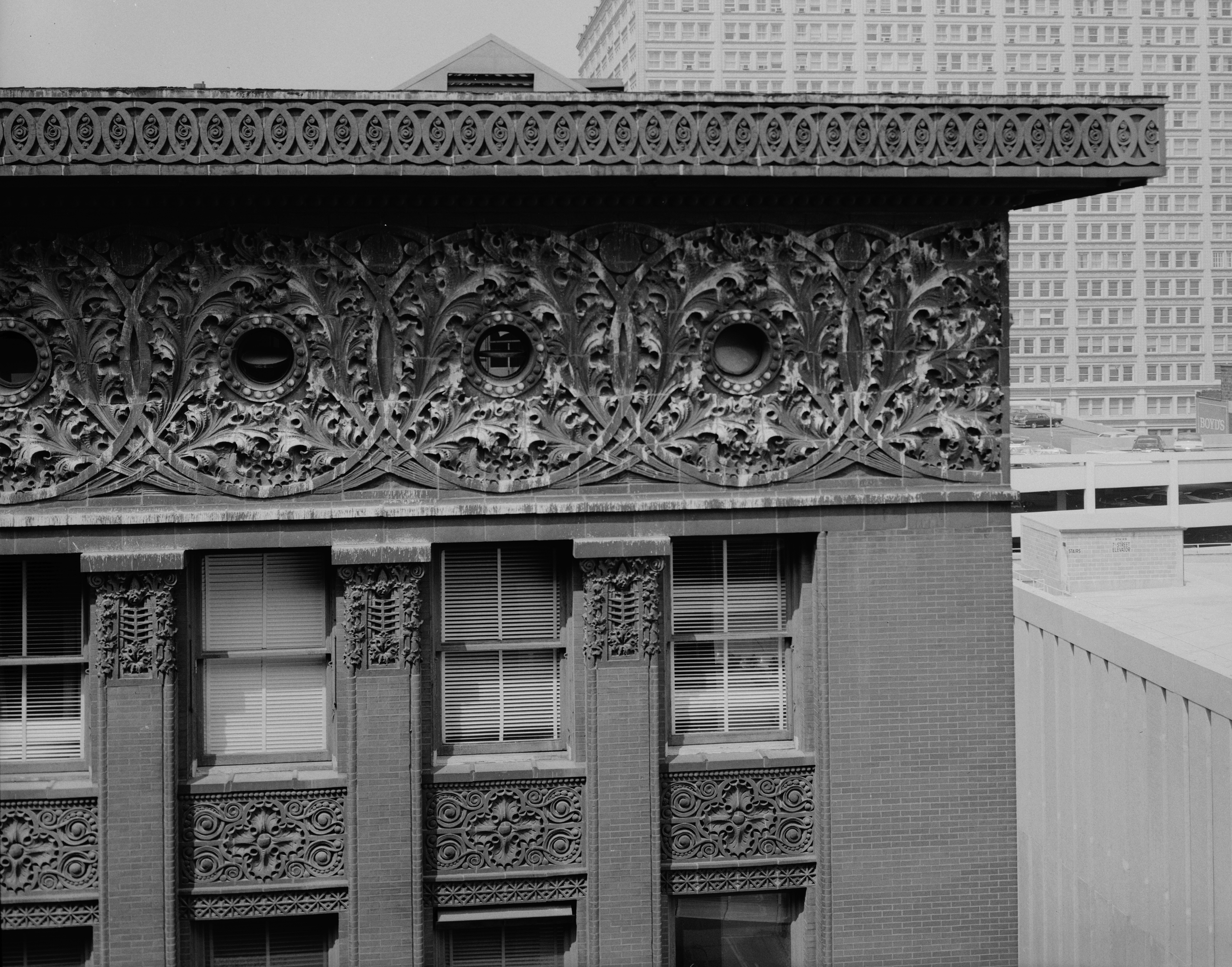
Wainwright Building, Saint Louis (1890), Detail des Gesimses

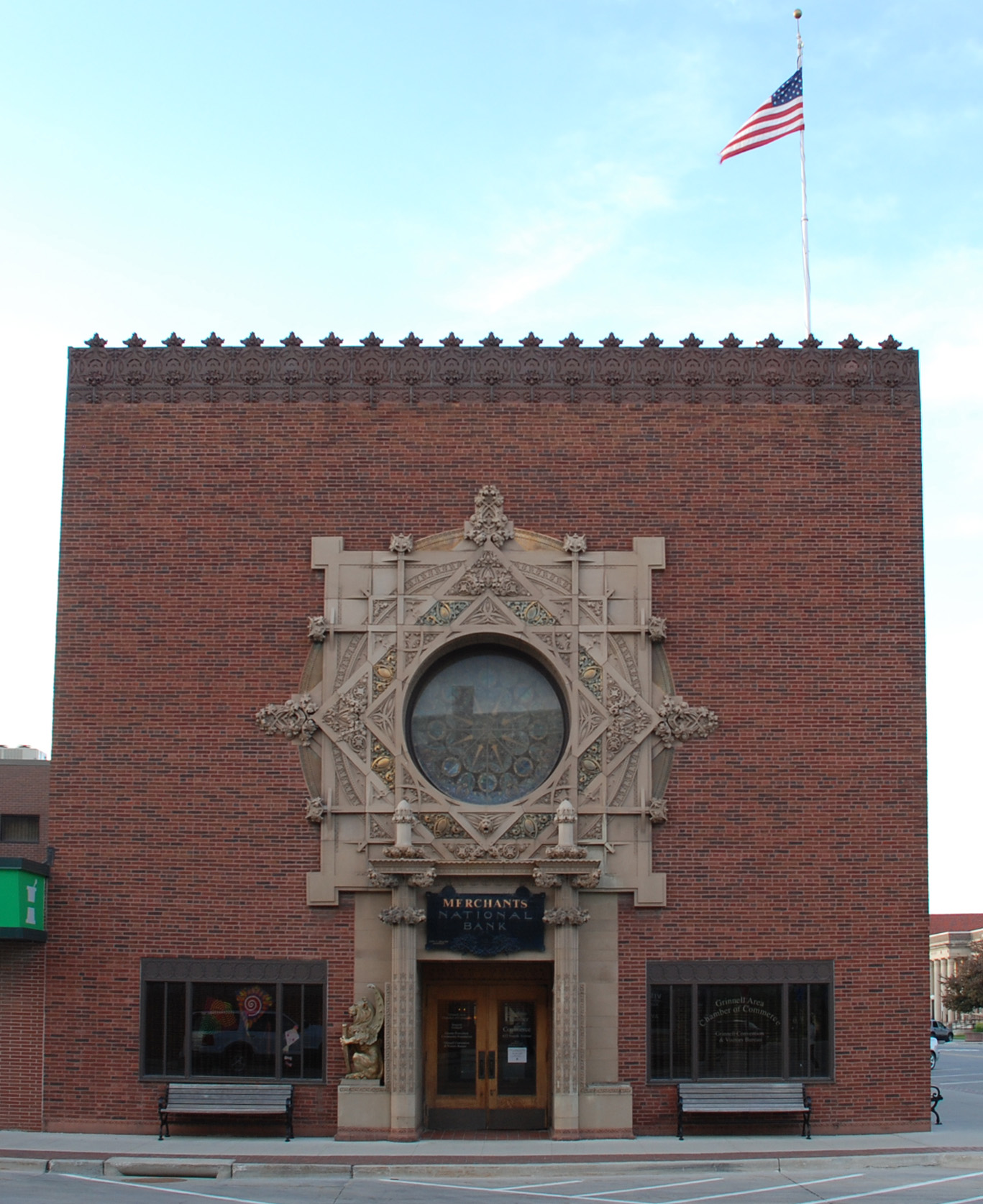
Merchants’ National Bank, Grinnell (1914)

- The autobiography of an idea. Reprint der Ausgabe erschienen beim American Institute of Architects, New York 1924. Hrsg. Dover Publications, New York, 1956.
- The tall office building artistically considered. In: Lippincott’s Magazine. April 1896.
- Ornament und Architektur (im Original: A system of architectural ornament. 1924). Wasmuth, Tübingen 1990

## Filme
- Sullivans Banken (= Photographie und jenseits – Teil 2). Regie: Heinz Emigholz, 35 Minuten, Deutschland 1993–2001, 2007 auch als DVD erschienen.